# North (album Matchbox Twenty)
North – czwarty album studyjny amerykańskiego zespołu rockowego Matchbox Twenty. Został wydany 28 sierpnia 2012 roku w Australii i 4 września 2012 roku przez Atlantic Records na całym świecie. Jest to pierwszy album zespołu, który zadebiutował na pierwszym miejscu listy Billboard 200, sprzedając się w 95 000 egzemplarzy w pierwszym tygodniu. Jest to również pierwszy album z całkowicie nowym materiałem, który zespół wydał od czasu More Than You Think You Are w 2002 roku, chociaż nagrali sześć nowych piosenek na swoją składankę z 2007 roku Exile on Mainstream. Jest to również ich pierwszy pełnometrażowy album studyjny od czasu odejścia gitarzysty rytmicznego Adama Gaynora z zespołu w 2005 roku.

## Spis utworów
Wszystkie utwory zostały napisane przez Roba Thomasa, chyba że zaznaczono inaczej.
1. "Parade" – 4:09
2. "She's So Mean" (Thomas/Kyle Cook/Paul Doucette) – 3:50
3. "Overjoyed" (Thomas/Cook/Doucette) – 3:07
4. "Put Your Hands Up" – 2:52
5. "Our Song" – 3:01
6. "I Will" (Thomas/Cook/Doucette) – 4:03
7. "English Town" (Doucette) – 4:37
8. "How Long" (Cook) – 2:44
9. "Radio" (Thomas/Doucette) – 3:02
10. "The Way" (Cook/Doucette) – 3:17
11. "Like Sugar" – 3:46
12. "Sleeping at the Wheel" – 3:50

### Utwory dodatkowe z wersji specjalnej dla sieci Target
1. "Waiting on a Train" – 2:59
2. "I Don't Wanna Be Loved" (Thomas/Cook/Doucette) – 3:34

### Utwory dodatkowe z wersji Deluxe
1. "I Believe in Everything" (Thomas/Cook/Doucette) – 3:39
2. "Straight for This Life" (Thomas/Cook/Doucette) – 3:16
3. "Waiting on a Train" – 2:59

### Utwory dodatkowe z wydania na rynek japoński
1. "I Believe in Everything" (Thomas/Cook/Doucette) – 3:39
2. "Straight for This Life" (Thomas/Cook/Doucette) – 3:16
3. "Help Me Through This" (Thomas/Cook/Doucette) – 3:34
4. "I Don't Wanna Be Loved" (Thomas/Cook/Doucette) – 3:34